# Pagar Ruyung (Kota Agung)
Pagar Ruyung is een bestuurslaag in het regentschap Lahat van de provincie Zuid-Sumatra, Indonesië. Pagar Ruyung telt 812 inwoners (volkstelling 2010).